# Womenomics
Womenomics, politika japanskog premijera Shinza Abe kojom nastoji riješiti ključne probleme Japana. Japan je izuzetno razvijena zemlja, međutim isto se ne može reći i za jednakost spolova u japanskom društvu. Japan je nalazi nisko na ljestvici jednakosti spolova, žene su često manje plaćene, teže dobivaju poslove te su prisiljene birati između karijere i majčinstva. Kako japanska populacija stari, a natalitet pada japanska vlada i premijer vide rješenje ovome upravo u povećanju postotka zaposlenosti žena te osnaživanju žena
Prijašnja istraživanja dokazala su da japanski korporativni sustav sputava karijere žena koje se pauzirale svoje karijere kako bi rodile i odgajale djecu, a kako bi poboljšali padajući natalitet trebalo je poboljšati i obiteljsku politiku. Na kraju 90-ih Japan je uveo politike po uzoru na vodeće zemlje po pitanju ravnopravnosti spolova, no one nisu uspjele. Razlog neuspjeha je to što su žene u Japanu, nakon povratka na tržište rada, prisiljene na niže plaćene poslove. Godine 1999. Liberalno demokratska stranka (LDP) utemeljuje ravnopravnost spolova kao ključni dio svojih mjera protiv pada nataliteta. Mnogi učenjaci kritizirali su japansku vladu zbog loše implementacije reformi te činjenicu da je pravni okvir za ravnopravnost spolova podložan zahtjevima velikih poduzeća. Rad žena je najčešće služio samo kao krajnja nužda u ekonomiji.
Nakon što se Abe vraća na poziciju premijera 2012. održava govore s feminističkim tonovima, što je bilo kontradiktorno njegovim prijašnjim uvjerenjima. Započinje promovirati novi politički plan s feminističkim tonovima pod nazivom womenomics. Womenomics je progresivni plan japanskog premijera Shinza Abe čiji je plan povećati postotak zaposlenosti među ženama, odnosno povećati sudjelovanje žena na tržištu rada kao i u politici. Premijerova strategija gospodarskog rasta, koja se naziva i abenomics, temelji se upravo na ovoj politici. Posljednjih godina japanska vlada donijela je zakon o ravnopravnosti spolova na radnom mjestu, no postotak zaposlenih žena i dalje je poprilično nizak u odnosu na ostale razvijene zemlje svijeta. Japanska vlada stoga nastoji stvoriti politiku koja će poboljšati raznolikost te ravnopravnost na radnom mjestu te stvoriti visokokvalificiranu žensku radnu snagu. Ova politika se također bazira na tvrdnji da će promoviranje rada žena povećati japanski bruto domaći proizvod za 12.5%, žene su bile potrebne i za oživljavanje sve slabije ekonomije, ali i za rješavanje demografske krize, odnosno pada nataliteta.
Vlada politikom očekuje ostvariti sljedeće:
1. Aktivacija ženskih radnica omogućit će širenje radne snage zbog problema starenja stanovništva i opadanja nataliteta.
2. Potrebno je osigurati vrhunske ljudske resurse, bez obzira na spol, kako bi bili konkurentni na globalnom tržištu. U potrazi za tim ciljem korisno je aktivirati nedovoljno iskorištenu žensku radnu snagu.
3. Žene su vodeći stvaratelji potražnje na području svakodnevne potrošnje. Ipak, na strani ponude poprilično je malo žena koje donose odluke. Promoviranje ženske radne snage trebalo bi riješiti ovu situaciju i tako stvoriti tržište usmjereno na potrošače.[3]

Učenjakinje Ayako Kano i Vera Mackie nakon Abeovog govora 2013. kritizirale su njegovu politiku: „U Abeovom govoru na UN-u i u njegovim stvarnim političkim odlukama, womenomics je politika za oživljavanje ekonomije i za učvršćivanje nacije, a ne za poboljšanje situacije žena“. Jedan od konkretnih prijedloga womenomicsa bio je postaviti žene na 30% vodećih položaja u ekonomiji i vladi do 2020., no ovaj postotak je smanjen nakon što je postalo očito da ga neće biti moguće ostvariti. Također, 2016. donesen je zakon za Promicanje sudjelovanja i napretka žena na radnom mjestu (PWL) kojim su poslodavci ocijenjeni prema tome koliko truda ulažu u osnaživanje žena.

## Womenomics u korporativnom sustavu
Japansko društvo danas suočeno je sa sve većim socijalnim problemima kao što je starenje društva i patrijarhat, te nisu dostigli ciljeve po pitanju održivog razvoja i ravnopravnosti, sve navedeno ukazuje da politika womenomics i dalje nije ostvarila obećano. Tijekom recesije 1980-ih u Japanu, za razliku od Europe i Sjeverne Amerike, zbog japanskog korporativnog sustava i politike socijalne skrbi položaj žene kao kućanice samo se učvrstio. Ovakav stav i danas je sveprisutan te direktno utječe na zaposlenje i politike. Kao odgovor na ovaj problem, vlada je stvorila brojne politike i kampanje, međutim one su samo nagrađivale tvrtke koje su pristale na promjenu, no ne kažnjavaju one koje odbijaju. Također, u Japanu je i dalje prisutan sistem koji zahtjeva da se žene odluče za jedan od dva puta karijere. Žene koje izaberu put „bez-karijere“ (ippan-shoku) tretirane se kao neprofesionalci te šanse za promaknuće poprilično su ograničene jer poslodavci smatraju da će one u jednom trenutku postati kućanice kako bi se brinule za djecu. Japanski sustav karijera nagrađuje radni staž te smatraju da je besmisleno obučavati nove zaposlenice znajući da će u jednom trenutku prestati raditi kako bi bile s djecom. Suprotno tome put „karijere“ (sogo-shoku) daje mnogo veće šanse za promaknuće, a žene su tretirane kao profesionalci.
Postotak zaposlenih žena, u periodu od 2013. do 2019., dosegao je 70.7%, odnosno broj zaposlenih žena porastao je za 2,9 milijuna. Međutim, više od 50% žena nemaju stalan posao. Poslovi s nepunim radnim vremenom su manje plaćeni te nemaju mogućnost napretka što dodatno sputava vladin plan o 30% žena na vodećim položajima, udio žena na vodećim položajima je i dalje 13.2%, dok je udio žena kao članova upravnih odbora 5.3%. Gledajući raspodjelu zaposlenosti prema dobi, vrhunac broja zaposlenih žena je u dobnoj grupi od 25 do 29 godina, a nakon toga slijedi smanjenje broja zaposlenih žena u dobnoj grupi od 30 do 34 godine. Ženama je, zbog japanskog sustava karijera koji favorizira radni staž, vrlo teško vratiti se na posao nakon rodiljnog dopusta, a isto je i za muškarce koji se boje nazadovanja u slučaju korištenja dopusta.
Womenomics se, na prvi pogled, čini kao odlična politika za unaprjeđenje zaposlenja žena, no dokazi pokazuju kako politika nije imala predanost koja je potrebna za istinsku strukturalnu reformu. Politika je fokusirana na ekonomski rast i na učvršćivanje nacije, no ignorira stvarne probleme žena čije je rješenje ključno za daljnji napredak